# Nação Nordestina
Nação Nordestina é o décimo quarto álbum do cantor brasileiro Zé Ramalho, lançado em 2000. A capa do álbum é uma homenagem à capa do álbum Sgt. Pepper's Lonely Hearts Club Band, dos Beatles. É um álbum conceitual que conta a história de um viajante que percorre todo o Nordeste do Brasil.

## Faixas
| N.º | Título | Música                                     | Duração |  |
| 1.  | "Intróito à nação" (com Naná Vasconcelos)                                                                                | Zé Ramalho                                 | 2:46    |  |
| 2.  | "O meu país" | Livardo Alves, Orlando Tejo, Gilvan Chaves | 4:58    |  |
| 3.  | "Pra não Dizer que não Falei das Flores"                                                                                 | Geraldo Vandré                             | 4:44    |  |
| 4.  | "Lamento sertanejo" | Gilberto Gil, Dominguinhos                 | 4:23    |  |
| 5.  | "Temporal" | Bráulio Tavares, Fuba                      | 4:07    |  |
| 6.  | "Seres alados" (com Fagner)                                                                                              | Zé Ramalho                                 | 4:39    |  |
| 7.  | "Beijo morte beijo" | Pedro Osmar, Jaiel de Assis                | 4:23    |  |
| 8.  | "Meninos do sertão" | Petrúcio Amorim, Maciel Melo               | 5:10    |  |
| 9.  | "Ele disse" (Inclui partes de um discurso de Getúlio Vargas em 1 de dezembro de 1951, no Clube de Regatas Vasco da Gama) | Edgar Ferreira                             | 3:12    |  |
| 10. | "Mourão voltado em questões"                                                                                             | Zé Ramalho                                 | 4:10    |  |
| 11. | "Violando com Hermeto"                                                                                                   | Zé Ramalho                                 | 3:24    |  |
| 12. | "Hino nordestino" | Moraes                                     | 3:34    |  |
| 13. | "Bandeira desfraldada" (com Elba Ramalho)                                                                                | Vital Farias                               | 4:51    |  |
| 14. | "Pau-de-arara" | Luiz Gonzaga, Guio de Moraes               | 2:43    |  |
| 15. | "Amar quem eu já amei" (com Ivete Sangalo)                                                                               | João do Vale, Libório                      | 2:48    |  |
| 16. | "Garrote ferido" | Zé Ramalho                                 | 4:13    |  |
| 17. | "Paraí-ba" (com Flávio José)                                                                                             | Moraes                                     | 3:54    |  |
| 18. | "Eu vou pra lua" (com Cascabulho e Silvério Pessoa)                                                                      | Luiz Boquinha, Ary Lobo                    | 2:58    |  |
| 19. | "Estes discos voadores me preocupam demais"                                                                              | Oliveira de Panelas                        | 6:47    |  |
| 20. | "Digitado em poesia" | Zé Ramalho                                 | 3:56    |  |